# Grå törnkråka
Grå törnkråka (Cracticus torquatus) är en fågel i familjen svalstarar inom ordningen tättingar. Den förekommer i Australien. Beståndet anses vara livskraftigt.

## Utseende och läten
Grå törnkråka är en medelstor tätting med en lång och grå krokförsedd näbb. Den har svart på huvud och ansikte, medan nacken och strupen är vit. Ovansidan är mörkgrå, med vit övergump, mestadels svarta vingar med endast lite vitt och svart stjärt med smalt vitt ändband. Lätena är uppslupna och skrockande.

## Utbredning och systematik
Grå törnkråka förekommer i Australien. Den delas in i tre underarter med följande utbredning:
- Cracticus torquatus torquatus – förekommer i sydöstra Australien (nordöstra New South Wales till södra Victoria)
- Cracticus torquatus leucopterus – förekommer i södra Australien (Pilbara till södra South Australia och östra Queensland)
- Cracticus torquatus cinereus – förekommer i Tasmanien

### Familjetillhörighet
Törnkråkorna i Cracticus, flöjtkråkan (Gymnorhina tibicen), kurrawongerna i Strepera samt de två arterna i Peltops placerades tidigare i den egna familjen Cracticidae. Dessa är dock nära släkt med svalstararna i Artamidae och förs allt oftare dit.

## Status
Arten har ett stort utbredningsområde och internationella naturvårdsunionen IUCN kategoriserar arten som livskraftig. Beståndsutvecklingen är dock oklar.

## Bilder

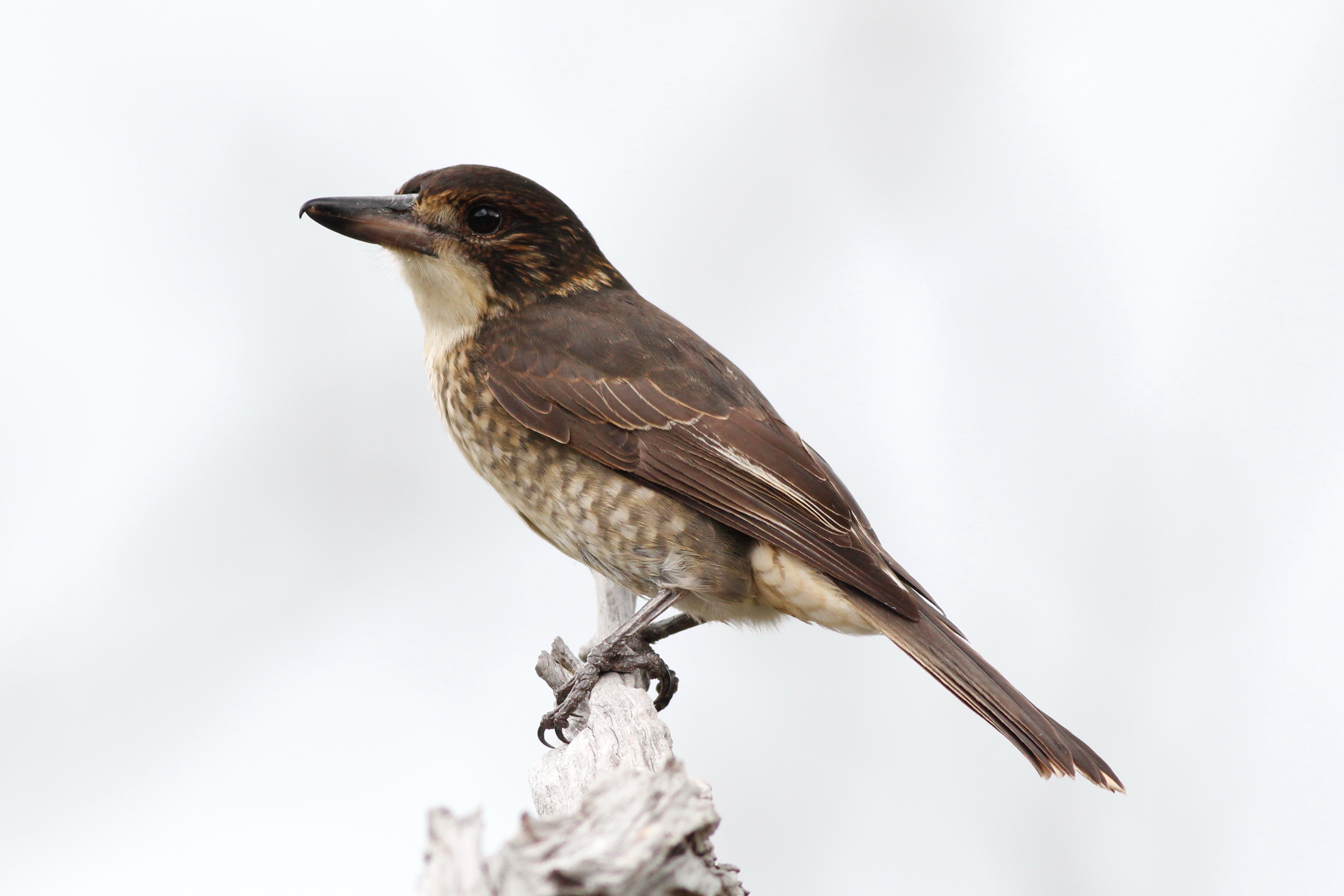
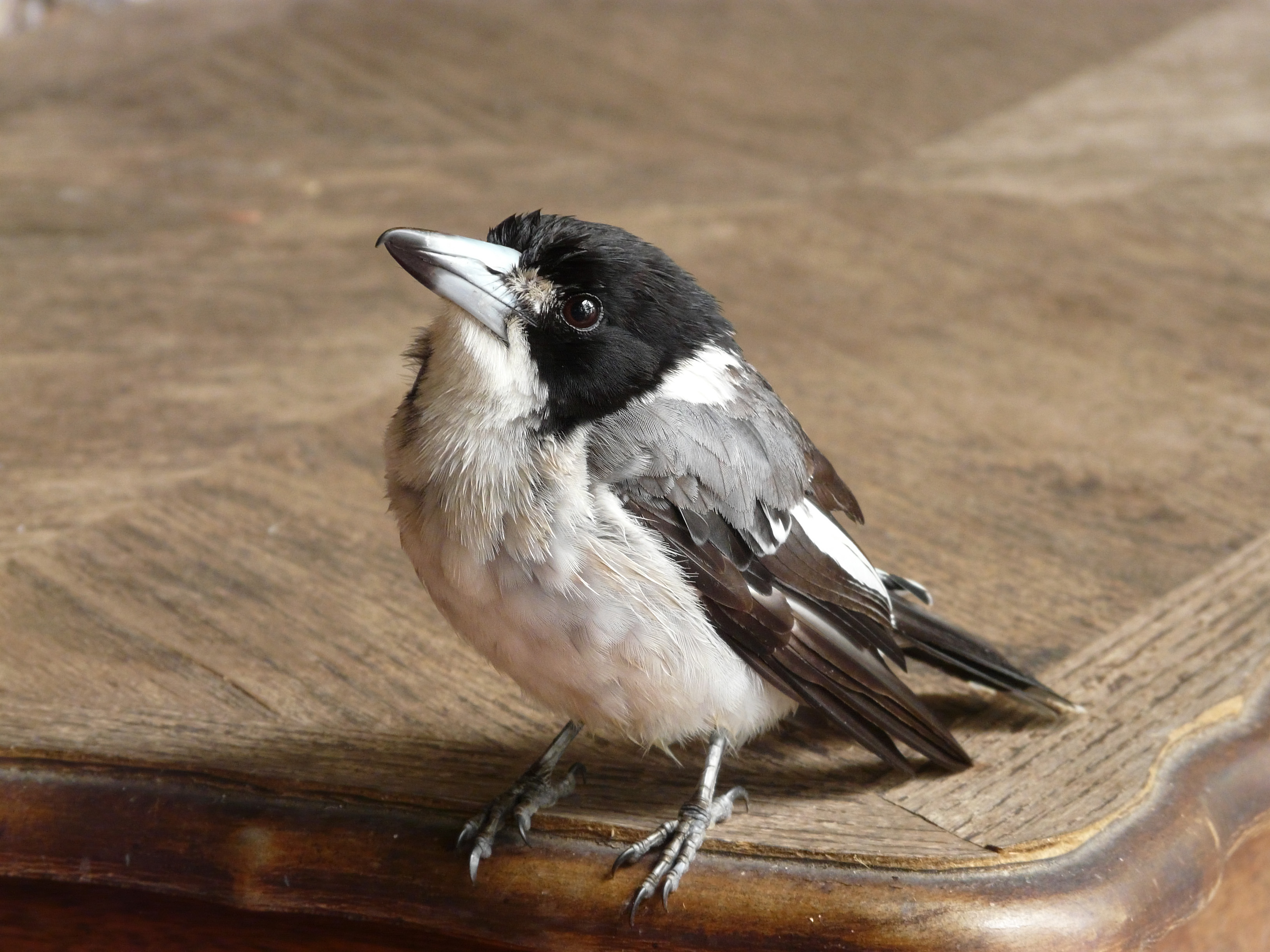
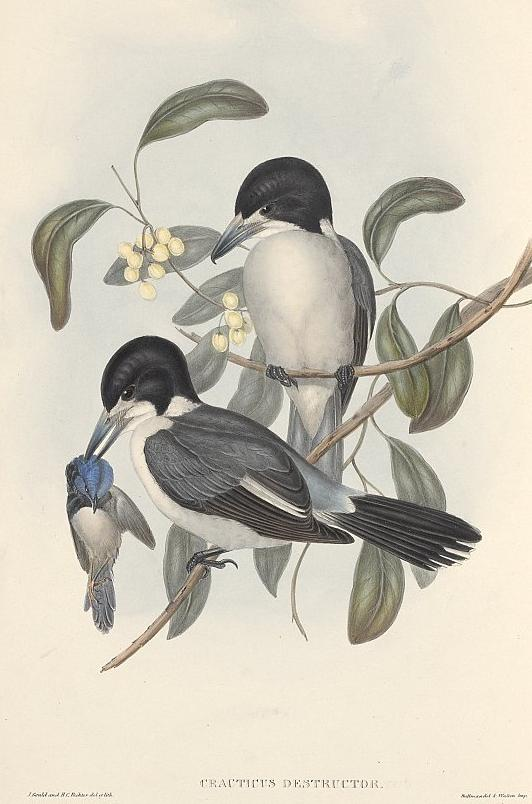